# Farhud
Farhud var en pogrom i Bagdad, Irak, den 1 juni och 2 juni 1941.

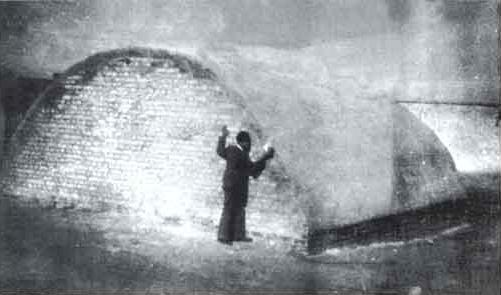
Massgrav för offren för Farhudpogromen 1941.

Det uppskattats att mellan 175 och 780 judar dödades, samt att cirka 1 000 skadades. Bakgrunden till denna massaker var den statskupp som genomfördes under ledning av Rashid Ali. Denne ansågs sympatisera med nazismen vilket i sin tur resulterade i det Anglo-irakiska kriget. Det spreds även falska rykten att Bagdads judar skulle ha väglett RAF genom att signalera med speglar. Det har ansetts att detta massmord alltjämt är betydelsefullt för situationen i mellanöstern.